# Jan Herzog
Jan Herzog (* 8. August 1974 in Berlin) ist ein ehemaliger deutscher Ruderer. Sein Verein ist der Ruderklub am Wannsee Berlin. Er ist verwandt mit der bekannten Ruderfamilie El-Qalqili: Joel El-Qalqili  und Iradj El-Qalqili sind seine Cousins.

## Leben
Herzog nahm 1994 erstmals im Leichtgewichts-Doppelzweier an U23-Weltmeisterschaften teil, 1995 gewann er in derselben Klasse die Silbermedaille.
1996 konnte er dieses Ergebnis im nichtolympischen leichten Doppelvierer mit dem U23-Weltmeistertitel noch verbessern, bis er 1997 in den leichten Riemenbereich wechselte und dort auf Anhieb mit seinen Partnern Martin Weis, Roland Händle und Marcus Mielke die Bronzemedaille im leichten Vierer ohne Steuermann bei den Ruder-Weltmeisterschaften 1997 in Aiguebelette gewinnen konnte.
1998 wechselte er in den schweren Bereich, fand aber bei den Weltmeisterschaften in Köln keine Berücksichtigung, weshalb er sich für die Fortführung seines Medizinstudiums entschied. 1999 gewann er mit seinem neuen Partner Ike Landvoigt den DRV-internen Frühtest und konnte sich so für einen Rollsitz im Deutschland-Achter und somit auch für die Weltmeisterschaften in St. Catharines (Kanada) qualifizieren, wo er aber nur den zehnten Platz erreichen konnte und damit die direkte Olympiaqualifikation verpasste. Nach diesem Ergebnis fand Jan Herzog (ähnlich wie andere erfolgreiche Ruderer) nie wieder Berücksichtigung für den Achter, der nach den Olympischen Spielen mit neuer Besatzung wieder zum nationalen Paradeboot und regelmäßigen Medaillenlieferanten wurde.
2000 konnte Jan Herzog sich als einer von 14 Riemen-Ruderern für die Olympischen Spiele in Sydney qualifizieren (2 im Zweier, 4 im Vierer, 2 Ersatz, sowie ein Leichtgewichts-Vierer und zwei Ersatzleute), um dort im Vierer ohne Steuermann den 11. Platz zu erreichen. 2001 entschied sich Herzog unter dem neuen Bundestrainer Dieter Grahn für einen Start im Zweier ohne Steuermann. Dort verpasste er im Halbfinale knapp den Endlauf und konnte mit Ike Landvoigt das B-Finale gewinnen, also den siebten Platz erreichen.
An der Saison 2002 konnte er aufgrund einer Verletzung, die er sich im Wintertrainingslager an der Hand zugezogen hatte, nicht teilnehmen. 2003 konnte er sich ebenfalls nicht für die Weltmeisterschaften qualifizieren und wechselte wiederum für die olympische Saison den Partner, Tobias Kühne aus Hannover, mit dem er wiederum den DRV-internen Frühtest gewann und sich durch die Olympiaqualifikationsregatta kämpfte.
Bei den Spielen in Athen erreichte er dann überraschend den Endlauf im Zweier ohne Steuermann und konnte dort den sechsten Platz belegen, nachdem er das Halbfinale gewonnen hatte. Zusammen mit seiner Weltmeisterschaftsmedaille von 1997 war das sein größter Erfolg.
2005 fand er sich bei den Weltmeisterschaften in Japan wieder mit seinem Olympiapartner Tobias Kühne im Zweier ohne Steuermann zusammen und gewann dort wieder das B-Finale. Herzog konnte dazu noch sieben nationale Meistertitel erringen sowie im Jahr 2008 für die Oxford University siegreich am Boat Race teilnehmen. Die Rudertechnik erlernte er bei seinem langjährigen Trainer, dem ehemals erfolgreichen Ruderer Bernd Landvoigt.

## Internationale Erfolge
- 1995: 2. Platz Nationscup, Leichtgewichts-Doppelzweier
- 1996: Nationscupsieger, Leichtgewichts-Doppelvierer
- 1997: 3. Platz Weltmeisterschaften, Leichtgewichts-Vierer
- 1999: 10. Platz Weltmeisterschaften, Achter
- 1999: Sieger Grand Challenge-Cup Henley Royal Regatta
- 2000: 11. Platz Olympische Spiele, Vierer ohne Steuermann
- 2001: 7. Platz Weltmeisterschaften, Zweier ohne Steuermann
- 2004: 6. Platz Olympische Spiele, Zweier ohne Steuermann
- 2005: Weltmeisterschaften in Gifu (Japan) Zweier ohne Steuermann, 7. Platz